# Mahua Moitra
Mahua Moitra (nacida el 5 de mayo de 1975) es una política india y una parlamentaria del 17.º Lok Sabha de Krishnanagar, Bengala Occidental. Disputó y ganó el escaño en las  elecciones generales de India de 2019 como una candidata del partido All India Trinamool Congress (AITC).
Moitra ejerció como miembro de la West Bengal Legislative Assembly (Asamblea Legislativa de Bengala Occidental) representando a Karimpur de 2016 a 2019, y ha ejercido como secretaria general y portavoz nacional del AITC en estos últimos años. Ella fue banquero de inversión antes de entrar en la política.

## Educación
Moitra fue a la escuela en Kolkata y más tarde se graduó en economía y matemática en la Universidad Mount Holyoke,  South Hadley en Massachusetts, Estados Unidos.

## Carrera
Moitra trabajó como banquero de inversión para JPMorgan Chase en la ciudad de Nueva York y en Londres. Abandonó su posición como vicepresidente en JPMorgan Chase en Londres en el año 2009 para introducirse en la política india. Posteriormente, se unió al Congreso Juvenil Indio (Indian Youth Congress), el ala juvenil del partido denominado Congreso Nacional Indio  (Indian National Congress)  en el que fue una de las figuras confiables de Rahul Gandhi en el proyecto "Aam Admi Ka Sipahi". En 2010,  se incorporó al partido  All India Trinamool Congress. Fue elegida por el distrito electoral Karimpur en el distrito Nadia, Bengala Occidental, en las elecciones de la Asamblea Legislativa celebrados en 2016.

## Controversia
El 10 de enero de 2017, Moitra presentó una queja policial contra el diputado del Partido Popular Indio y ministro de la Unión Babul Supriyo debido a que presuntamente le "insultó su modestia" durante un debate televisivo nacional. Unos días después, Babul Supriyo envió advertencias legales a Moitra y Saugata Roy  del TMC MP y Tapas Paul por presuntamente haberlo difamado al acusarlo de estar implicado en la estafa de la firma Rose Valley.
Mahua Moitra está acusada de agredir a una oficial de la Policía Assam en el Aeropuerto Silchar. Este incidente se produjo cuando una delegación de ocho miembros del congreso Trinmool (Trinmool Congress) aterrizó en el mencionado aeropuerto. La delegación fue enviada a una visita de dos días a Assam para discutir las anomalías en el asunto NRC
Mahua Moitra fue también acusada de plagio, aunque este reclamo fue desechado por quien hizo dicha acusación.

## Vida personal
Moitra proviene de una familia Brahmin Bengali Hindu En una entrevista con NewsX, Moitra habló sobre varios aspectos de su vida. Habló de una crianza multicultural en Kolkata, recordando que sus vecinos eran Parsi y que ella celebraba Nouruz con ellos. Moitra también reveló que había vivido en Escandinavia y que su anterior esposo era el financiero danés Lars Brorson. Ella expresó admiración por la educación escandinava, Dinamarca y el sistema de cuidados de salud, afirmando que la madre de su esposo  anterior tuvo dos cuidadores que el gobierno le proporcionó de forma gratuita.